# Eurytoma salicisaquatica
Eurytoma salicisaquatica är en stekelart som beskrevs av Bugbee 1970. Eurytoma salicisaquatica ingår i släktet Eurytoma och familjen kragglanssteklar. Inga underarter finns listade i Catalogue of Life.